# Pineto
Pineto är en ort och kommun i provinsen Teramo i regionen Abruzzo i Italien. Kommunen hade 14 944 invånare (2018).